# Christina Onassis
Christina Onassis (født 11. december 1950, død 19. november 1988) var datter af Aristoteles Onassis og døde i en alder af 37 år. Hun er begravet på øen Skorpios.
Hendes datter Athina Onassis Roussel arvede en kæmpe formue på 1 til 2 milliarder US$.

## Karriere
Efter at hendes bror, Alexander, døde, gik Aristoteles Onassis i gang med at forberede sin datter til at overtage familieforetagendet. Hun blev sendt til New York City for at arbejde på hans kontor. Efter faderens død, arvede hun 55% af hans formue, som på det tidspunkt var vurderet til en værdi på 500 millioner amerikanske dollars. De resterende 45% dannede grundlaget for en fond, der blev etableret til minde om Alexander. Jacqueline Kennedy Onassis arvede $26 millioner af boet. Aristoteles Onassis fokuserede på Christina indtil han døde i 1975. Han så hende som sin efterfølger og oplærte hende i virksomhedsdriften af Onassis forretningsimperiet. Hun drev Onassis shipping imperiet succesfuldt videre efter sin far død.
Christina Onassis fik stor opmærksomhed i medierne for sin overdådige livsstil, forbrugsvaner, og turbulente personlige liv. På trods af sin rigdom, var hun ofte utilfreds med sin vægt og manglende evne til at finde kærlighed, der varede ved. Hun var ofte på slankekur og tabte sig en hel del i vægt, men tog det hurtig på igen og blev deprimeret. I en alder af tredive fik hun diagnosen depression og fik ordineret Barbiturater, amfetamin, og sovemedicin. Onassis blev afhængig og blev angiveligt indlagt på grund af overdosering af sovetabletter i 1988.